# Батлер (округ, Огайо)
Шаблон:StateAbbr_ 39°26′ пн. ш. 84°35′ зх. д. / 39.44° пн. ш. 84.58° зх. д.
О́круг Ба́тлер (англ. Butler County) — округ (графство) у штаті Огайо, США. Ідентифікатор округу 39017.

## Історія
Округ утворений 1803 року.

## Демографія
За даними перепису
2000 року
загальне населення округу становило 332807 осіб, зокрема міського населення було 294608, а сільського — 38199.
Серед мешканців округу чоловіків було 162370, а жінок — 170437. В окрузі було 123082 домогосподарства, 87892 родин, які мешкали в 129793 будинках.
Середній розмір родини становив 3,07.
Віковий розподіл населення поданий у таблиці:
| Стать    | До 15 років | 15-21 | 22-29 | 30-39 | 40-49 | 50-65 | 65-85 | Понад 85 |
| -------- | ----------- | ----- | ----- | ----- | ----- | ----- | ----- | -------- |
| Чоловіки | 36816       | 19825 | 17428 | 24698 | 25561 | 23312 | 13709 | 1021     |
| Жінки    | 35089       | 20601 | 17445 | 25620 | 26127 | 24728 | 18111 | 2716     |

## Суміжні округи
- Пребл — північ
- Монтгомері — північний схід
- Воррен — схід
- Гамільтон — південь
- Дірборн, Індіана — південний захід
- Франклін, Індіана — захід
- Юніон, Індіана — північний захід

## Виноски
1. ↑  Ohio County Profiles: Butler County. Ohio Department of Development. Архів оригіналу (PDF) за 13 липня 2013. Процитовано 28 квітня 2007.
2. ↑  U.S. Decennial Census. United States Census Bureau. Архів оригіналу за 26 квітня 2015. Процитовано 7 лютого 2015.
3. ↑  Historical Census Browser. University of Virginia Library. Архів оригіналу за 11 серпня 2012. Процитовано 7 лютого 2015.
4. ↑  Forstall, Richard L., ред. (27 березня 1995). Population of Counties by Decennial Census: 1900 to 1990. United States Census Bureau. Архів оригіналу за 14 лютого 2015. Процитовано 7 лютого 2015.
5. ↑  Census 2000 PHC-T-4. Ranking Tables for Counties: 1990 and 2000 (PDF). United States Census Bureau. 2 квітня 2001. Архів (PDF) оригіналу за 18 грудня 2014. Процитовано 7 лютого 2015.
6. ↑  State & County QuickFacts. United States Census Bureau. Архів оригіналу за 6 червня 2011. Процитовано 7 лютого 2015. [Архівовано 2011-06-06 у Wayback Machine.](англ.) Наведено за англійською вікіпедією.
7. ↑  American FactFinder. Бюро перепису населення США. Архів оригіналу за 26 лютого 2012. Процитовано 31 січня 2008. [Архівовано 2008-05-21 у Wayback Machine.]

| США | Це незавершена стаття з географії США. Ви можете допомогти проєкту, виправивши або дописавши її. |